# UCI Africa Tour 2020
El UCI Africa Tour 2020 fue la decimosexta edición del calendario ciclístico internacional africano. Se inició el 25 de octubre de 2019 en Burkina Faso con el Tour de Faso y finalizó el 1 de marzo de 2020 con el Tour de Ruanda en Ruanda. En principio, se disputarían 10 competencias, otorgando puntos a los primeros clasificados de las etapas y a la clasificación final, aunque el calendario sufrió modificaciones a lo largo de la temporada con la inclusión de nuevas carreras o exclusión de otras y finalmente se celebraron 4 carreras.

## Equipos
Los equipos que podían participar en las diferentes carreras dependía de la categoría de las mismas. Los equipos UCI WorldTeam y UCI ProTeam, tenían cupo limitado para competir de acuerdo al año correspondiente establecido por la UCI, los equipos UCI Continental y selecciones nacionales no tenían restricciones de participación:
| Categoría      | Categoría                       | Equipos                                                                                    |
| -------------- | ------------------------------- | ------------------------------------------------------------------------------------------ |
| .1             | 1.1 (Carrera de un día)         | * UCI WorldTeam (max 50%) * UCI ProTeam * Continentales * Selecciones nacionales           |
| .1             | 2.1 (Carrera de varios días)    | * UCI WorldTeam (max 50%) * UCI ProTeam * Continentales * Selecciones nacionales           |
| .2             | 1.2 (Carrera de un día)         | * UCI ProTeam * Continentales * Selecciones nacionales * Selecciones regionales * Amateurs |
| .2             | 2.2 (Carrera de varios días)    | * UCI ProTeam * Continentales * Selecciones nacionales * Selecciones regionales * Amateurs |
| .Ncup (sub-23) | 1.Ncup (Carrera de un día)      | * Selecciones nacionales * Selecciones mixtas                                              |
| .Ncup (sub-23) | 2.Ncup (Carrera de varios días) | * Selecciones nacionales * Selecciones mixtas                                              |

## Calendario
Las siguientes fueron las carreras que compusieron el calendario UCI Africa Tour para la temporada 2020 aprobado por la UCI.
| UCI Africa Tour 2020           | UCI Africa Tour 2020 | UCI Africa Tour 2020   | UCI Africa Tour 2020 | UCI Africa Tour 2020 |
| Fecha                          | País                 | Carrera                | Ganador              |                      |
| ------------------------------ | -------------------- | ---------------------- | -------------------- | -------------------- |
| 25 de octubre – 3 de noviembre | Burkina Faso         | Tour de Faso           | Dário António        |                      |
| 10 – 17 de noviembre           | Senegal              | Tour de Senegal        | Didier Munyaneza     |                      |
| 20 – 26 de enero               | Gabón                | Tropicale Amissa Bongo | Jordan Levasseur     |                      |
| 23 de febrero – 1 de marzo     | Ruanda               | Tour de Ruanda         | Natnael Tesfatsion   |                      |

## Clasificaciones finales
- Nota: Las clasificaciones finales fueron:[4][5]

### Individual
| Posición | Corredor           | Equipo                   | Puntos |
| -------- | ------------------ | ------------------------ | ------ |
| 1.º      | Daryl Impey        | Mitchelton-Scott         | 575    |
| 2.º      | Biniam Girmay      | NIPPO DELKO One Provence | 361    |
| 3.º      | Natnael Tesfatsion | NTT Continental          | 268    |
| 4.º      | Youcef Reguigui    | Terengganu Inc-TSG       | 172    |
| 5.º      | Louis Meintjes     | NTT                      | 143    |
| 6.º      | Ryan Gibbons       | NTT                      | 138    |
| 7.º      | Moise Mugisha      | SKOL Adrien              | 124    |
| 8.º      | Dirk Coetzee       |                          | 110    |
| 9.º      | Kent Main          | ProTouch                 | 101    |
| 10.º     | Dan Craven         |                          | 100    |

| Posiciones 11º al 20º | Posiciones 11º al 20º       | Posiciones 11º al 20º | Posiciones 11º al 20º |
| --------------------- | --------------------------- | --------------------- | --------------------- |
| 11.º                  | Henok Mulueberhan           | NTT Continental       | 94                    |
| 12.º                  | Reinardt Janse van Rensburg | NTT                   | 87                    |
| 13.º                  | Tristan de Lange            |                       | 75                    |
| 14.º                  | Merhawi Kudus               | Astana                | 70                    |
| 15.º                  | Jayde Julius                | ProTouch              | 68                    |
| 16.º                  | Yannick Lincoln             |                       | 55                    |
| 17.º                  | Amanuel Gebreigzabhier      | NTT                   | 55                    |
| 18.º                  | Alexandre Mayer             |                       | 50                    |
| 19.º                  | Jean Pierre Lloyd           |                       | 50                    |
| 20.º                  | Martin Freyer               |                       | 50                    |

### Equipos
| Posición | Equipo                            | Puntos |
| -------- | --------------------------------- | ------ |
| 1.º      | ProTouch                          | 188    |
| 2.º      | SKOL Adrien                       | 93     |
| 3.º      | Benediction Ignite XL             | 70     |
| 4.º      | Groupement Sportif des Pétroliers | 63     |
| 5.º      | BAI Sicasal Petro de Luanda       | 35     |

### Países
| Posición | País      | Puntos |
| -------- | --------- | ------ |
| 1.º      | Sudáfrica | 1212   |
| 2.º      | Eritrea   | 911    |
| 3.º      | Namibia   | 461    |
| 4.º      | Argelia   | 249    |
| 5.º      | Ruanda    | 225    |

### Países sub-23
| Posición | País      | Puntos |
| -------- | --------- | ------ |
| 1.º      | Eritrea   | 759    |
| 2.º      | Sudáfrica | 208    |
| 3.º      | Mauricio  | 85     |
| 4.º      | Namibia   | 50     |
| 5.º      | Ruanda    | 49     |

## Evolución de las clasificaciones
| Fecha            | Clasificación individual | Clasificación por equipos   | Clasificación por países | Clasificación por países sub-23 |
| ---------------- | ------------------------ | --------------------------- | ------------------------ | ------------------------------- |
| 31 de enero      | Daryl Impey              | BAI Sicasal Petro de Luanda | Sudáfrica                | Eritrea                         |
| 29 de febrero    | Daryl Impey              | BAI Sicasal Petro de Luanda | Sudáfrica                | Eritrea                         |
| 31 de marzo      | Daryl Impey              | ProTouch                    | Sudáfrica                | Eritrea                         |
| 30 de abril      | Daryl Impey              | ProTouch                    | Sudáfrica                | Eritrea                         |
| 31 de mayo       | Daryl Impey              | ProTouch                    | Sudáfrica                | Eritrea                         |
| 30 de junio      | Daryl Impey              | ProTouch                    | Sudáfrica                | Eritrea                         |
| 31 de julio      | Daryl Impey              | ProTouch                    | Sudáfrica                | Eritrea                         |
| 31 de agosto     | Daryl Impey              | ProTouch                    | Sudáfrica                | Eritrea                         |
| 30 de septiembre | Daryl Impey              | ProTouch                    | Sudáfrica                | Eritrea                         |
| 31 de octubre    | Daryl Impey              | ProTouch                    | Sudáfrica                | Eritrea                         |
| 10 de noviembre  | Daryl Impey              | ProTouch                    | Sudáfrica                | Eritrea                         |
| Final            | Daryl Impey              | ProTouch                    | Sudáfrica                | Eritrea                         |